# 梁村遗址
梁村遗址，位于山西省晋中市祁县城东南10公里的果村村西，是中华人民共和国全国重点文物保护单位之一。
1965年5月24日，公布为山西省文物保护单位，2013年5月公布为全国重点文物保护单位，是一座古遗址。